# アゾビスイソブチロニトリル
アゾビスイソブチロニトリル (英: azobis(isobutyronitrile)) は、有機反応試剤の一種で、プラスチックやゴムの発泡剤や、ラジカル反応の開始剤として用いられる。略称として AIBN と呼ばれる。また別名として α,α'‐アゾビスイソブチロニトリルと呼ばれる場合もある。
AIBN はアセトン、硫酸ヒドラジン、シアン化水素を原料に合成され、ラジカル開始剤に利用される。また、樹脂の発泡剤として利用されることもある。

## 性質
AIBN に起こる反応で最もよく利用されるものは、窒素ガスと2個の 2-シアノ-2-プロピルラジカルへの分解である。単独で分解させた場合は、ラジカル同士で再結合し、2,2,3,3-テトラメチルスクシノジニトリルとなる。
隣接するシアノ基の電子求引性の寄与により、分解で切断される炭素–窒素間の結合エネルギーが低下していることと、窒素ガスの生成がエネルギー的に有利であるため、この分解反応は熱または光により容易に起こる。そして、95–104 ℃に加熱して熱分解させる場合が多い。60 ℃における半減期はおよそ10時間である。生成するラジカルはさらに誘導分解し難く、生成した位置にラジカルが留まるという、ラジカル開始剤に適した性質を持つ。それゆえ、ラジカル重合やウォール・チーグラー反応などのラジカル反応の開始剤として汎用される。例えば、スチレンと無水マレイン酸とのトルエン溶液を AIBN の共存下でゆっくりと加熱するとポリスチレンが得られる。アルケンを臭化水素でラジカル的にヒドロ臭素化したい場合も、AIBN などのラジカル開始剤が加えられる。
AIBN は、同様にラジカル開始剤として用いられる過酸化ベンゾイル (BPO) よりも、爆発の危険性が低いために安全とされている。しかし、熱による自己分解性および自然発火性には注意しなければならない。
AIBN はメタノールやエタノールに溶けるが、水にはほとんど溶けない。アセトン溶液で爆発した事例が知られる。冷暗所で遮光保存するが、発生した窒素ガスで内圧がかかることがあり、開栓時には留意が必要である。AIBNから生成するテトラメチルスクシノジニトリルはきわめて毒性が高いことが知られており、米国産業衛生専門家会議（ACGIH）の勧告における許容濃度はシアン化水素の約1/10である。したがって、取り扱いには呼吸装置や粉塵マスク、保護手袋、安全メガネの使用が望ましい。AIBN 自体の毒性はLD50が 100mg/kg（マウス、経口）である。

## 法規制

### 日本
消防法において、第5類危険物(自己反応性物質)であるアゾ化合物に属する。
毒物及び劇物取締法により有機シアン化合物として劇物となる。